# Villa Favorita (Lugano)

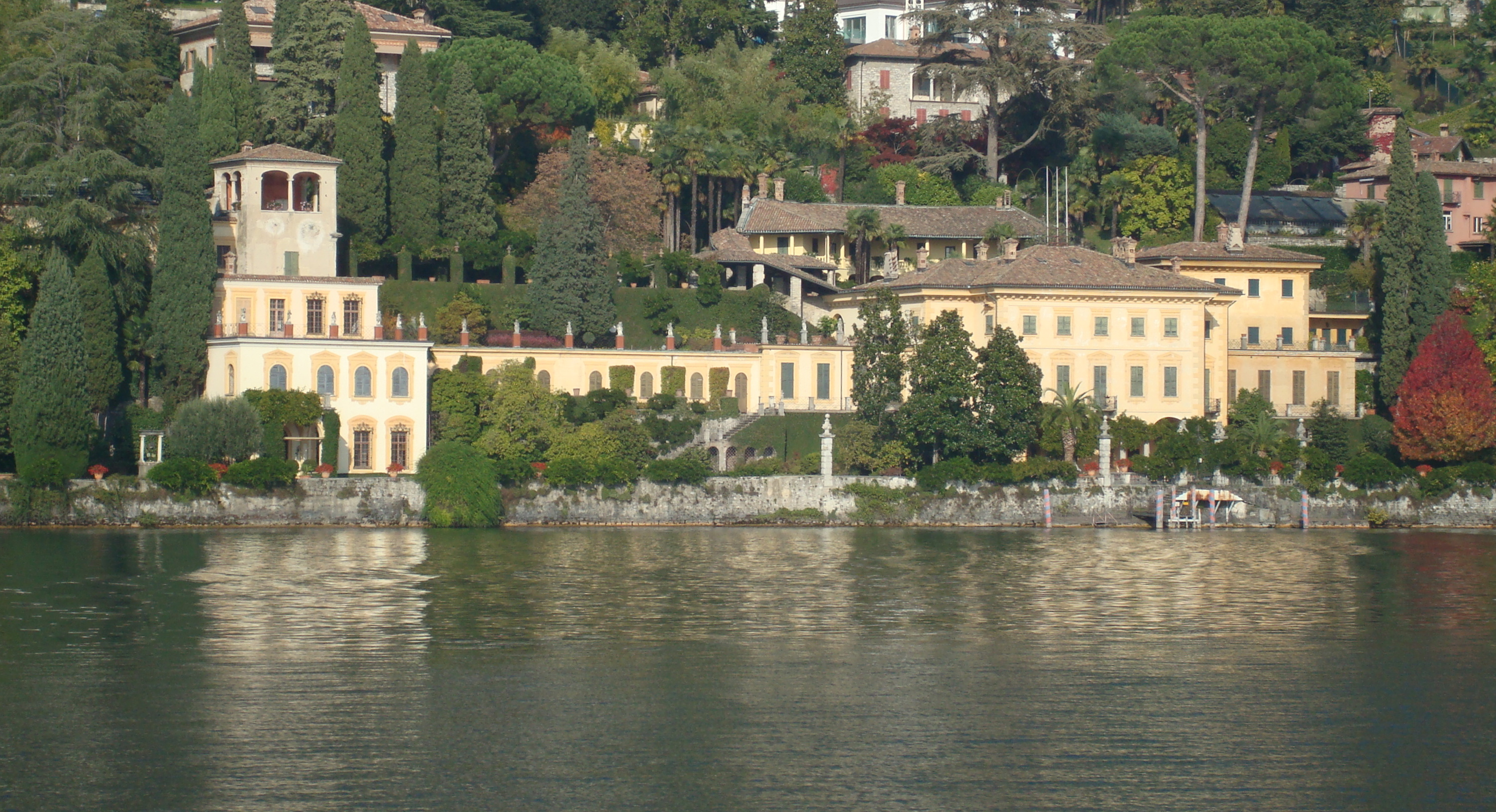
Villa Favorita

Die Villa Favorita ist ein historisches Gebäude in Lugano-Castagnola im Schweizer Kanton Tessin. Sie liegt am Fusse des Monte Brè und verfügt über eine 600 m lange Küstenlinie am Lago di Lugano.

## Geschichte
Die Villa wurde 1687 von Karl Konrad von Beroldingen (1624–1706) erbaut. 1732 gelangte sie in den Besitz des Luganer Marquis Giovanni Riva. Von 1919 bis 1932 stand das Gebäude im Besitz von Friedrich Leopold von Preussen, anschliessend erwarb es Heinrich Thyssen.
Thyssen brachte seine reichhaltige Kunstsammlung in der Villa Favorita unter, die sein Sohn Hans Heinrich Thyssen-Bornemisza de Kászon nach seinem Tod im Jahr 1947 weiterführte und ausbaute. In der zweiten Hälfte des 20. Jahrhunderts war die Villa Favorita mit ihrer Kunstsammlung der Öffentlichkeit zugänglich. Thyssens Tochter Margit von Batthyány flüchtete kurz vor Ende des Zweiten Weltkriegs vor der Roten Armee aus ihrer Heimat Rechnitz im Burgenland in die Villa Favorita, wo sie bis zu ihrem Tod 1989 wohnhaft war.
1993 verkaufte Hans Heinrich Thyssen die Kunstsammlung an Spanien. Heute ist sie im Museo Thyssen-Bornemisza in Madrid zu besichtigen. Nach dem Tod von Hans Heinrich Thyssen-Bornemisza im Jahr 2002 fiel die Villa seiner Witwe zu. Sie schrieb die Villa zum Verkauf aus, nachdem sie Pläne zum Umbau in eine moderne Luxusresidenz verworfen hatte. 2015 folgte der Verkauf an die Familie des italienischen Käseherstellers Romeo Invernizzi.